# 榊山稲荷神社
榊山稲荷神社（さかきやまいなりじんじゃ）は、岩手県盛岡市にある神社。もりおかかいうん神社という異名でも知られる。

## 概要
盛岡市中心部の北方、北山に鎮座している。
南部信直が慶長2年（1597年）、盛岡城築城の折、祖先源義光の時代から崇敬されてきた「さかきやま稲荷大明神（豊受之大神）」を城内に祀り、藩の運命をかけ、 盛岡の街創りの総鎮守として定めたのが創建とされる。
明治4年（1871年）の廃藩置県により一度、廃社となるが、昭和5年（1930年）、隠されつづけたご神体を現在の北山の地に鎮座し、再建された。

## 祭神
- 豊受之大神（豊受姫之大神）

## 境内

### 境内社
- 加賀宮 (かかのみや)（本社祭神である豊受姫之大神の荒魂）【決断の神】

- 金殖(かねづくり)神社（豊受姫之大神）【金運の神】--- 藩政時代に榊山神社の分社の一つである「斗米稲荷」と称された神社であり、昭和のはじめ、岩手銀行（当時、岩手殖産銀行）の守護神として祀られていたものを、昭和33年（1958年）に現在の本社、榊山神社の奥宮として遷座し、お金を殖すということに、ご利益があるということから「金殖(かねづくり)神社」と称されてきた。平成12年（2000年）9月、岩手銀行が社殿・参道の改善工事を行う。

- あわしま神社 (淡島神社/淡島明神社)（少彦名命・大己貴命・息長足姫命）【子授け・安産の神】 --- 榊山稲荷神社の境内末社で寛保4年（1744年）2月、別当広田出雲守により、紀州の加太神社（淡嶋神社）から勧請して創建。

- てんそれい社 (天祖霊社)【祖先・水子供養の神】 --- 天神地祇・八百万神の祖神天之御中主大神を祭神とし、総代始め氏子の方々の死者の霊を安置しており、6月第3日曜に祖霊感謝祭を斉行し、祖先の霊をなぐさめ、その御守護を祈願する。

- てんまん神社 (天満神社/菅原いなり社)【合格・学業の神】 --- 平成10年（1998年）に鎮座。天神さんの御利益を持つ、いなり大神を祭る。

- あさひりゅう神社 (旭龍神社/旭龍大明神)【水の神】 --- 水の精霊神を祀っているため水を扱って生活をしている人々の守神に当たる。特に農業を始め料理、飲食業を生業とする人々の信仰篤く年々崇敬者が増している。

- とみ八幡社 (飛八幡社)【殖産興業の神】 --- 八幡社は、石橋家に永く祭られたる神であり、八戸市より遠野市に転封の際、雷鳴の如き御音に家人驚きみれば、庭前の巨木に御神体飛び遷り来て、以来、「飛八幡」の名を以て、子孫繁栄家業隆盛の守護神として近隣の信仰を集めている。

- ふなたま社 (船霊社)【大漁の神】 --- 創建不詳、昭和38年（1963年）に当神社へ合併。秋田県の横手市にて昔、秋田の海岸の綱元を始め漁夫等に信仰され、近県を始め関東地方より、崇敬者が集まり、綱元は一年に一度は是非参籠して、一年の船の安全と大漁を祈願したと伝えられる。